# Wielkie wrażenie
Wielkie wrażenie – pierwszy singel promocyjny z albumu studyjnego The Escapist Gaby Kulki. Ukazał się pod koniec sierpnia 2014 wydaniem Mystic Production. To jedna z dwóch piosenek napisanych po polsku na płycie, gdzie jest 6. z kolei.

## Notowania
- Lista przebojów z charakterem RDC: 1[3]
- Lista Przebojów Trójki: 8[4]
- Lista Przebojów Radia PiK: 28[5]
- SLiP: 42[6]

## Teledysk
Wideoklip, opublikowany w serwisie YouTube 7 września 2014, zrealizował Mads Hemmingsen, zdjęcia wykonała Barbara Kaniewska, produkcją klipu zajęli się Adrian Pawłowski, Karolina Korta i Rafał Podgórski z Film Fiction.